# Poecilothomisus
Poecilothomisus is een monotypisch geslacht van spinnen uit de  familie van de Thomisidae (krabspinnen).

## Soort
- Poecilothomisus speciosus Thorell, 1881